# Jaden Springer
Jaden Tyree Springer (Charlotte, Carolina del Norte; 25 de octubre de 2002) es un baloncestista estadounidense que pertenece a la plantilla de los Utah Jazz de la NBA. Con 1,93 metros de estatura, juega en la posición de escolta.

## Trayectoria

### Instituto
Jugó sus primeros dos años en el instituto Rocky River de Mint Hill (Carolina del Norte), promediando 21,4 y 24,7 puntos respectivamente.
Su segunda etapa de instituto se desarrolló en la Academia IMG de Bradenton, Florida, en la que compartió equipo con Josh Green. Durante esas dos temporadas promedió 15,6 y 17,4 puntos. Fue seleccionado para jugar el McDonald's All-American Game, aunque finalmente este fue cancelado debido a la pandemia.

### Universidad
Decidió jugar para la Universidad de Tennessee, teniendo ofertas de Memphis y Michigan, entre otras.
En su única temporada como universitario promedió 12,5 puntos, 3,5 rebotes y 2,9 asistencias, siendo seleccionado para el quinteto de mejores novatos de la SEC. Finalizada la temporada, se inscribió en el draft de la NBA.

#### Estadísticas
| Año     | Equipo    | PJ | PT | MPP  | %TC  | %3P  | %TL  | RPP | APP | ROB | TPP | PPP  |
| ------- | --------- | -- | -- | ---- | ---- | ---- | ---- | --- | --- | --- | --- | ---- |
| 2020-21 | Tennessee | 25 | 15 | 25,9 | .467 | .435 | .810 | 3.5 | 2.9 | 1.2 | .4  | 12.5 |

### Profesional
Fue elegido por los Philadelphia 76ers en la 28.ª posición del draft de 2021. El 20 de octubre, disputó sus primeros minutos en la NBA ante New Orleans Pelicans. El 24 de octubre, fue asignado al filial de la G League, los Delaware Blue Coats.
En su segunda temporada ayudó al equipo filial a ganar el título siendo nombrado MVP de las Finales.
El 8 de febrero de 2024 es traspasado a Boston Celtics. El 17 de junio de 2024 se convierte en campeón de la NBA tras la victoria de Boston en las Finales a Dallas Mavericks (4-1).
El 5 de febrero de 2025 es traspasado a Houston Rockets, pero es cortado inmediatamente. El 20 de febrero firmó un contrato de diez días con los Utah Jazz.

## Estadísticas de su carrera en la NBA
|  | Denota temporadas en las que fue Campeón de la NBA |

### Temporada regular
| Año     | Equipo       | PJ  | PT | MPP  | %TC   | %3P  | %TL  | RPP | APP | ROB | TPP | PPP |
| ------- | ------------ | --- | -- | ---- | ----- | ---- | ---- | --- | --- | --- | --- | --- |
| 2021-22 | Philadelphia | 2   | 0  | 3.0  | 1.000 | —    | —    | 1.0 | .0  | .0  | 1.0 | 1.0 |
| 2022-23 | Philadelphia | 16  | 2  | 5.6  | .486  | .400 | .750 | .9  | .5  | .4  | .2  | 2.6 |
| 2023-24 | Philadelphia | 32  | 1  | 11.8 | .390  | .216 | .824 | 1.8 | 1.1 | .8  | .3  | 4.0 |
| 2023-24 | Boston       | 17  | 1  | 7.6  | .433  | .182 | .875 | 1.2 | .5  | .6  | .2  | 2.1 |
| 2024-25 | Boston       | 26  | 0  | 5.4  | .353  | .316 | .714 | .9  | .4  | .5  | .0  | 1.7 |
| 2024-25 | Utah         | 17  | 2  | 13.2 | .411  | .207 | .706 | 2.0 | 1.4 | .7  | .2  | 3.8 |
| Total   | Total        | 110 | 6  | 8.8  | .409  | .238 | .773 | 1.4 | .8  | .6  | .2  | 2.9 |

### Playoffs
| Año   | Equipo       | PJ | PT | MPP | %TC   | %3P  | %TL  | RPP | APP | ROB | TPP | PPP |
| ----- | ------------ | -- | -- | --- | ----- | ---- | ---- | --- | --- | --- | --- | --- |
| 2022  | Philadelphia | 5  | 0  | 2.6 | .500  | .000 | –    | .8  | .4  | .0  | .0  | 1.2 |
| 2023  | Philadelphia | 4  | 0  | 4.2 | 1.000 | –    | .500 | .0  | .0  | .3  | .0  | 2.3 |
| 2024  | Boston       | 4  | 0  | 5.5 | .667  | –    | –    | .8  | .3  | .0  | .3  | 1.0 |
| Total | Total        | 13 | 0  | 4.0 | .692  | .000 | .500 | .5  | .2  | .1  | .1  | 1.5 |